# Józef Rojek (polityk)
Józef Rojek (ur. 20 marca 1950 w Ropczycach) – polski polityk i samorządowiec, w latach 1998–2002 prezydent Tarnowa, poseł na Sejm V, VI i VII kadencji (2005–2006 i 2007–2015).

## Życiorys
Od 1968 pracował w różnych przedsiębiorstwach, m.in. kilkakrotnie w tarnowskich Zakładach Azotowych. W 1979 ukończył studia inżynierskie z zakresu budowy aparatury przemysłu chemicznego na Wydziale Mechanicznym Politechniki Krakowskiej, a w 2000 studia podyplomowe z zarządzania i marketingu w Małopolskiej Wyższej Szkole Ekonomicznej w Tarnowie.
Od 1990 do 1993 należał do Zjednoczenia Chrześcijańsko-Narodowego, pełniąc funkcję przewodniczącego koła partii w Tarnowie. W 1994, 1998 i 2002 wybierany na radnego Tarnowa. W latach 1998–2002 pełnił (z ramienia AWS) funkcję prezydenta tego miasta. Nie został wybrany na tę funkcję w 2002, przegrywając w wyborach bezpośrednich w drugiej turze głosowania.
W 2005 z listy Prawa i Sprawiedliwości został wybrany na posła V kadencji z wynikiem 13 409 głosów. W wyborach samorządowych w 2006 Józef Rojek ubiegał się o stanowisko prezydenta Tarnowa (uzyskał 2. wynik, zdobywając 18,9% głosów), jednocześnie z powodzeniem startował do rady miejskiej. W konsekwencji wygasł jego mandat poselski.
W wyborach parlamentarnych w 2007 ponownie uzyskał mandat poselski, otrzymując w okręgu tarnowskim 11 901 głosów. W wyborach w 2011 z powodzeniem ubiegał się o reelekcję, dostał 15 978 głosów. W Sejmie VII kadencji przystąpił do klubu parlamentarnego Solidarna Polska, w 2012 współtworzył partię o tej nazwie. W lipcu 2014 zasiadł w klubie parlamentarnym Sprawiedliwa Polska, od marca 2015 działającym pod nazwą Zjednoczona Prawica. W tym samym roku Józef Rojek nie uzyskał poselskiej reelekcji.
Powrócił do pracy w Grupie Azoty, gdzie otrzymał stanowisko doradcy zarządu. W marcu 2016 wszedł w skład zarządu tego przedsiębiorstwa, a w maju tego samego roku został wiceprezesem zarządu. W maju 2018 został odwołany z tego stanowiska. W 2024 bez powodzenia kandydował z listy PiS na radnego Tarnowa.

## Wyniki w wyborach ogólnopolskich
| Wybory | Komitet            | Komitet                | Organ           | Okręg | Wynik          |
| ------ | ------------------ | ---------------------- | --------------- | ----- | -------------- |
| 2005   |                    | Prawo i Sprawiedliwość | Sejm V kadencji | nr 15 | 13 409 (5,77%) |
| 2007   | Sejm VI kadencji   | Prawo i Sprawiedliwość | 11 901 (4,11%)  | nr 15 |                |
| 2011   | Sejm VII kadencji  | Prawo i Sprawiedliwość | 15 978 (6,19%)  | nr 15 |                |
| 2015   | Sejm VIII kadencji | Prawo i Sprawiedliwość | 10 120 (3,47%)  | nr 15 |                |

## Życie prywatne
Żonaty, ma dwie córki i syna.